# Gospa Nigâr
Gospa Nigâr (“lijepa”; osmanski نگار خاتون, turski Nigâr Hatun) bila je konkubina sultana Bajazida II. Rođena je oko 1450. Bila je majka sultanije Fatme, sultanije Ajše i princa Korkuta. 
1502. si je dala sagraditi mauzolej. Umrla je u ožujku sljedeće godine.